# Parque nacional de Phu Kradung
El parque nacional de Phu Kradung (en tailandés, อุทยานแห่งชาติภูกระดึง) es un área protegida del nordeste de Tailandia, que se encuentra en Amphur Phu Kradung, dentro de la provincia de Loei. Se extiende por una superficie total de 348 kilómetros cuadrados. Fue creado en 1962, como el segundo parque nacional del país, después del parque nacional de Khao Yai.
Es uno de los parques más célebres de Tailandia, cuyo punto más alto, la montaña de Phu Kradung, alcanza los 1.360 m s. n. m. Todos los años más de diez mil personas visitan el parque para alcanzar la cumbre de esta montaña. Fue bosque protegido desde 1943.
- Datos: Q1435698
- Multimedia: Phu Kradueng National Park / Q1435698